# Лемије
Лемије (итал. Lemie) је насеље у Италији у округу Торино, региону Пијемонт.
Према процени из 2011. у насељу је живело 91 становника. Насеље се налази на надморској висини од 955 м.

## Становништво
Према резултатима пописа становништва 2011. у општини је живело 189 становника.
| 1936. | 1951. | 1961. | 1971. | 1981. | 1991. | 2001. | 2011. |
| ----- | ----- | ----- | ----- | ----- | ----- | ----- | ----- |
| 1.187 | 875   | 628   | 505   | 392   | 271   | 218   | 189   |